# يفغيني سافين
يفغيني سافين (بالروسية: Савин, Евгений Леонидович)‏ هو مقدم تلفزيوني ويوتيوبر ولاعب كرة قدم روسي في مركز الهجوم، ولد في 19 أبريل 1984 في بيلوزيرسك في روسيا. لعب مع أرسنال تولا وأمكار بيرم وأنجي محج قلعة وأورال يكاترينبورغ وتوم تومسك وروتور فولغوغراد وكريليا سوفيتوف سامارا ولوخ إينيرجيا فلاديفوستوك ولوكوموتيف موسكو ونادي خيمكي.

## وصلات خارجية
- يفغيني سافين على موقع قاعدة بيانات كرة القدم.إي يو (الإنجليزية)
- يفغيني سافين على موقع Soccerway.com (الإنجليزية)
- يفغيني سافين على موقع عالم كرة القدم.نت (الإنجليزية)